# Musculus thyrohyoideus
Der Musculus thyrohyoideus („Schildknorpel-Zungenbein-Muskel“, früher Musculus thyreohyoideus) ist ein paariger schmaler quergestreifter Muskel der von der schrägen Linie (Linea obliqua) des Schildknorpels (Cartilago thyroidea) des Kehlkopfs zum großen Horn des Zungenbeins zieht. Funktionell ist er die Fortsetzung des vom Brustbein kommendem Musculus sternothyroideus.
Der Musculus thyrohyoideus gehört zur unteren Zungenbeinmuskulatur (infrahyale Muskulatur). Er zieht das Zungenbein nach unten und ist damit am Schluckakt beteiligt. Die Innervation erfolgt über den Ramus thyrohyoideus der Radix superior aus der Ansa cervicalis profunda, eine Nervenschlinge des Halsgeflechts.